# Foi bahá'íe orthodoxe
La Foi bahá'íe se distingue par l’acceptation du Testament de `Abdul-Bahá, le fils  de Bahá'u'lláh, fondateur du bahaïsme, comme un document sacré, qui définit les institutions essentielles d'un ordre administratif unique et qui constitue, avec l'application des lois et des principes révélés par Bahá'u'lláh la base du fondement de l'ordre mondial de Bahá'u'lláh et d’une future civilisation mondiale.
Cet ordre fut établi dans sa forme embryonnaire par Shoghi Effendi, le premier Gardien de la Foi bahá'íe, pendant ses 36 années de ministère. Shoghi Effendi a été désigné par `Abdu'l-Bahá dans son Testament (document qui a aussi assuré la continuité de cette institution, aussi longtemps que la Loi de Bahá'u'lláh continue dans la succession des Gardiens de la Foi, chacun désigné par son prédécesseur «de son vivant».) 
L'unique autorité pour interpréter la sainte écriture bahá'íe a été investie par `Abdu'l-Bahá dans les Gardiens. Le Gardien, tête sacrée et membre distingué «de son vivant» de la Maison universelle de justice, constitue le plus haut organe législatif de l'ordre administratif. Dans cette qualité, il s'assure que les lois subsidiaires, qui sont décrétées par cet organe législatif, sont en conformité avec les lois immuables révélées par Bahá'u'lláh dans Son Livre le plus saint (le Kitáb-i-Aqdas). Shoghi Effendi a déclaré que les institutions jumelles du gardiennat et de la Maison universelle de justice (qui se suppléent dans leur autorité et leur fonction), sont inséparables et sont les deux piliers qui soutiennent cette très puissante structure administrative. 
Contrairement aux bahá'ís qui croient que le gardiennat se termina avec la mort de Shoghi Effendi, les bahá'ís orthodoxes pensent que Shoghi Effendi a désigné son successeur, Mason Remey, avec une fidèle obéissance des clauses du Testament de `Abdu'l-Bahá. L’entière approbation de Mason Remey, comme le second Gardien, «Centre de la Cause», et à son tour son successeur désigné, constitue la fidélité au Covenant de Bahá'u'lláh selon les bahá'ís orthodoxes.